# 杨靖宇将军殉国地
杨靖宇将军殉国地，位于中国吉林省靖宇县靖宇镇西南三道崴子恶和河南岸，为一个省级文物保护单位，类型为近现代史迹及代表性建筑，公布时间为1961年4月13日。该文物保护单位由靖宇县文管所管理。
杨靖宇将军殉国地的历史年代为1940年。